# Groupe de NGC 5457
Le groupe de NGC 5457 comprend au moins six galaxies situées dans la constellation de la Grande Ourse. La distance moyenne entre ce groupe et la Voie lactée est de 5,90 ± 1,07 Mpc (∼19,2 millions d'al). Notons que NGC 5457 est la galaxie M101.

## Membres
Le tableau ci-dessous liste les six galaxies du groupe indiquées dans l'article de A.M. Garcia paru en 1993.
D'autre part, dans un article publié en 1998, Abraham Mahtessian indique que toutes les galaxies de ce groupe sauf UGC 8837 font partie d'un groupe plus vaste qui compte plus de 80 galaxies, le groupe de M101. Plusieurs galaxies de la liste de Mahtessian se retrouvent également dans d'autres groupes décrit par A.M. Garcia, soit le groupe de NGC 3631, le groupe de NGC 4051, le groupe de M109 (NGC 3992), le groupe de NGC 4051, le groupe de M106 (NGC 4258) et le groupe de NGC 5457. 
Plusieurs galaxies de ces six groupes de Garcia ne figurent pas dans la liste du groupe de M101 de Mahtessian. Il y a plus de 120 galaxies différentes dans les listes des deux auteurs. Puisque la frontière entre un amas galactique et un groupe de galaxie n'est pas clairement définie (on parle de 100 galaxies et moins pour un groupe), on pourrait qualifier le groupe de M101 d'amas galactique contenant plusieurs groupes de galaxies.
Les groupes de M101 et de NGC 5457 dont partie de l'amas de la Grande Ourse, l'un des amas galactiques du superamas de la Vierge.
| Nom           | Class.      | Type                     | α (J2000.0)   | δ (J2000.0) | Vitesse radiale (km/s) | m    | Distance (Mpc) | Dimension (kal) | D (Mpc)     |
| ------------- | ----------- | ------------------------ | ------------- | ----------- | ---------------------- | ---- | -------------- | --------------- | ----------- |
| NGC 5204      | SA(s)m      | Spirale magellanique     | 13h 29m 36.5s | 58° 25′ 07″ | 201 ± 1                | 11,3 | 4,74 ± 0,35    | 25              | 5,25 ± 1,00 |
| NGC 5457 M101 | SAB(rs)cd   | Spirale intermédiaire    | 14h 01m 12.5s | 54° 20′ 56″ | 241 ± 2                | 7,9  | 5,34 ± 0,40    | 252             | 6,64 ± 0,94 |
| NGC 5474      | SA(s)cd pec | Spirale                  | 14h 05m 01.6s | 53° 34′ 44″ | 262 ± 1                | 10,8 | 5,67 ± 0,42    | 28              | 4,46 ± 2,33 |
| NGC 5477      | SA(s)m      | Spirale magellanique     | 14h 05m 33.3s | 54° 27′ 40″ | 315 ± 1                | 14,0 | 6,40 ± 0,46    | 11              | 6,34 ± 2,17 |
| NGC 5585      | SAB(s)d     | Spirale intermédiaire    | 14h 19m 48.2s | 56° 43′ 43″ | 303 ± 1                | 10,7 | 5,95 ± 0,43    | 43              | 7,37 ± 1,59 |
| UGC 8837      | IB(s)m      | Irrégulière magellanique | 13h 54m 45.7s | 53° 54′ 03″ | 144 ± 3                | 13,3 | 4,01 ± 0,31    | 25              | 5,34 ± 1,79 |

Le site DeepskyLog permet de trouver aisément les constellations des galaxies mentionnées dans ce tableau ou si elles ne s'y trouvent pas, l'outil du site constellation permet de le faire à l'aide des coordonnées de la galaxie. Sauf indication contraire, les données proviennent du site NASA/IPAC.